# Gouvernement Herrera
Restauration bourbonienne
Sagasta III Cánovas IV
Le gouvernement José de Posada Herrera  est le gouvernement du royaume d'Espagne en fonction du 13 octobre 1883 au 18 janvier 1884.

## Contexte
Le nouveau parti libéral Izquierda Dinástica (ID) avait été fondé à l'été 1882, à la suite de l'union de la plus grande partie du Parti démocrate-radical républicain, dirigé par Segismundo Moret, qui dès l'arrivée au pouvoir des libéraux avait quitté les rangs républicains et fondé le Parti monarchique-démocrate, Eugenio Montero Ríos et Cristino Martos — le leader historique du parti Manuel Ruiz Zorrilla, exilé à Paris, avait fondé le Parti républicain progressiste et continué à défendre le pronunciamiento comme seul moyen d'accéder au pouvoir et non la lutte légale — avec les dissidents du Parti libéral-fusionniste mécontents de la politique « de droite » de Sagasta, parmi lesquels se trouvait le général José López Domínguez, neveu du général Serrano. À la tête de la Gauche dynastique se trouvaient deux vétérans politiques : le général Serrano, de 71 ans, et José Posada Herrera, de 68 ans,. ID aspirait à mettre Sagasta hors-jeu afin de constituer le « seul » Parti libéral, fidèle à « l'esprit de 69 », et destiné à alterner avec le Parti conservateur,,. Sagasta reçut l’offre de rejoindre le nouveau parti en abandonnant « les plus rétrogrades aux mains des conservateurs » et dans ce but une entrevue fut organisée entre lui et le général Serrano, mais Sagasta n'accepta pas de compromis. De son côté, le roi Alfonso XII promut la constitution de la Gauche dynastique dans le but de faire accepter sa monarchie aux groupes les plus radicaux. En revanche, il échoua dans sa tentative de rencontrer Ruiz Zorrilla pour essayer de le convaincre car celui-ci refusa, malgré le fait que le roi alla jusqu’à lui proposer de se rendre à l'étranger pour se rencontrer.

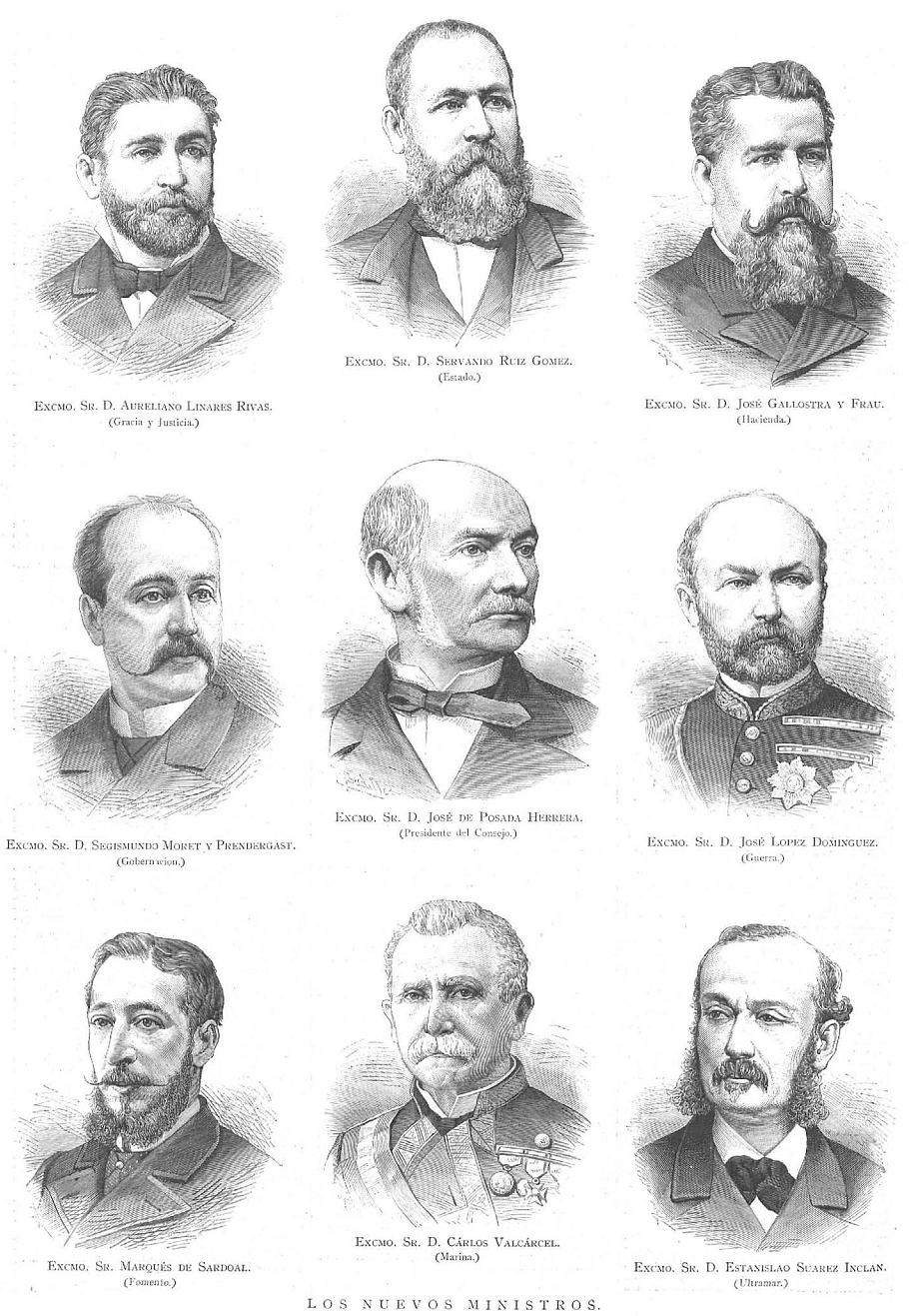
Gouvernement de José de Posada Herrera (au centre). À sa droite Segismundo Moret (ministre de Gobernación) et à sa droite le général José López Domínguez (Guerre).

Après la démission de Sagasta le 11 octobre, le roi, sans faire de consultation, proposa la présidence du gouvernement, comme l’avaient négocié les libéraux et la Gauche dynastique (Izquierda Dinástica), à José de Posada Herrera, qui avait rejoint les izquierdistas quelques mois auparavant. Le cabinet qu’il forma, de « conciliation » libérale, fut composé à parts égales de libéraux et d’izquierdistas parmi lesquels se trouvaient les membres les plus prééminents du nouveau parti, avec Segismundo Moret au portefeuille de Gobernación (Intérieur), le marquis de Sardoal au Fomento (Travaux Publics) et Cristino Martos, agissant comme « une espèce de chef du gouvernement dans l’ombre »,. Le roi imposa le général José López Domínguez, également de la Gauche dynastique, au portefeuille de la Guerre. En accord avec les négociations préalables, Sagasta occupa la présidence du Congrès des députés, poste depuis lequel « il n’hésita pas à confondre ses rivaux [de la Gauche dynastique] avec de vagues promesses d’être prêt à assumer leur programme démocratique […] ». La présidence du Sénat échut au général Francisco Serrano .
Le gouvernement se proposa de mettre en place un programme politique réformiste très ambitieux, avec notamment la création de la Commission des réformes sociales (es), à l'initiative du ministre de l'Intérieur Segismundo Moret, première étape pour que l'État aborde la « question sociale », qui se faisait de plus en plus pressante en raison de l’essor du mouvement ouvrier (en 1881 la Fédération des travailleurs de la région espagnole anarchiste avait été fondée ; quelques années plus tard ce fut le tour de l'Union générale des travailleurs, liée au Parti socialiste ouvrier espagnol (PSOE), fondé en 1879). Le premier président de la Commission fut le leader conservateur Cánovas del Castillo, qui fut remplacé par Moret lui-même lorsque Cánovas prit en charge la présidence du gouvernement en janvier 1884,.
Une autre des réussites du gouvernement fut l'interdiction des châtiments corporels des « patrocinados » (les anciens esclaves cubains qui devaient continuer de travailler pour leurs maîtres pendant huit ans), remplacés par des réductions de leurs allocations, même si cela ouvrait la porte à tout type d'abus. Cependant, le gouvernement ne mit pas fin au « clientélisme » revendiqué par le Parti libéral autonomiste cubain, défenseur de l'abolition immédiate et totale de l'esclavage sur l'île, qui n’eut lieu qu'en octobre 1886 sous le « gouvernement long » de Sagasta, durant la Régence de Marie-Christine d'Autriche (moment où il ne restait qu'environ 25 000 « patrocinados »).
Cependant, le gouvernement ne put mener à bien la majorité de ses propositions — loi de régionalisation du pays (projet décentralisateur promu par Moret qui prévoyait de regrouper les 49 provinces définies en 1833 par Javier de Burgos en 15 régions administratives), loi générale d’Instruction publique, réforme du Code pénal et de la loi sur les poursuites criminelles, implantation d’un service militaire obligatoire, réforme fiscale — car, n’ayant pas obtenu du roi le décret de dissolution des Cortès qui lui aurait permis de « se confectionner » une majorité parlementaire, il était sous la dépendance de la bienveillance du parti de Sagasta, qui lui disposait de cette majorité. Sagasta lui-même définit la situation avec la phrase suivante : « ce qu’il y a ici c’est un gouvernement sans majorité et une majorité sans gouvernement ».
Le choc se produisit lorsque le Gouvernement, dans le discours de la Couronne prononcé en son nom, proposa la récupération du suffrage universel (masculin) et la réforme de la Constitution de 1876. Dans le débat de contestation qui eut lieu par la suite, Sagasta fit, « à la grande réjouissance de Cánovas »,, une défense enflammée du principe de souveraineté partagée entre le roi et les Cortès, pilier fondamental du système politique de la Restauration, qui avait définitivement abandonné celui de la souveraineté nationale, l’un des signes d’identité du libéralisme progressiste. Comme le souligne José Varela Ortega, c’est à ce moment que le Parti libéral devint canoviste et ainsi, comme le dit Feliciano Montero, « le régime politique se trouvait consolidé ». De plus, Sagasta souhaita démontrer à cette occasion que l’unité des libéraux était impossible sans lui. Sagasta dit ceci dans son intervention :,

« Nous n’abandonnons pour rien ni pour personne les principes fondamentaux de la Monarchie constitutionnelle. […] Nous nous tournons vers eux avec autant de foi que le parti conservateur [et] ce Parti doit observer, que si nous nous sommes opposés au suffrage universel et à la révision constitutionnelle, et si nous n’avons pas voulu accepter la conciliation [avec la Gauche dynastique] sur ces deux bases, cela n’a pas été seulement en défense de nos principes, mais aussi en défense des principes du Parti conservateur, en défense des principes qui nous sont communs aux libéraux et aux conservateurs, et qui ne peuvent l’être moins aux partis gouvernants des mêmes institutions. »

Le gouvernement perdit le vote d’une motion de deux députés libéraux qui proposaient le report de l’implantation du suffrage universel — 221 députés fusionnistes votèrent pour et 126 contre — et il dut démissionner. « Sagasta était rayonnant ». Alors le roi Alphonse XII appela le leader du Parti conservateur, Cánovas del Castillo, pour qu’il forme un gouvernement, « comme une punition pour la désunion des familles libérales »,. « Les libéraux apprirent la leçon : pour gouverner ils devaient s’unir ».

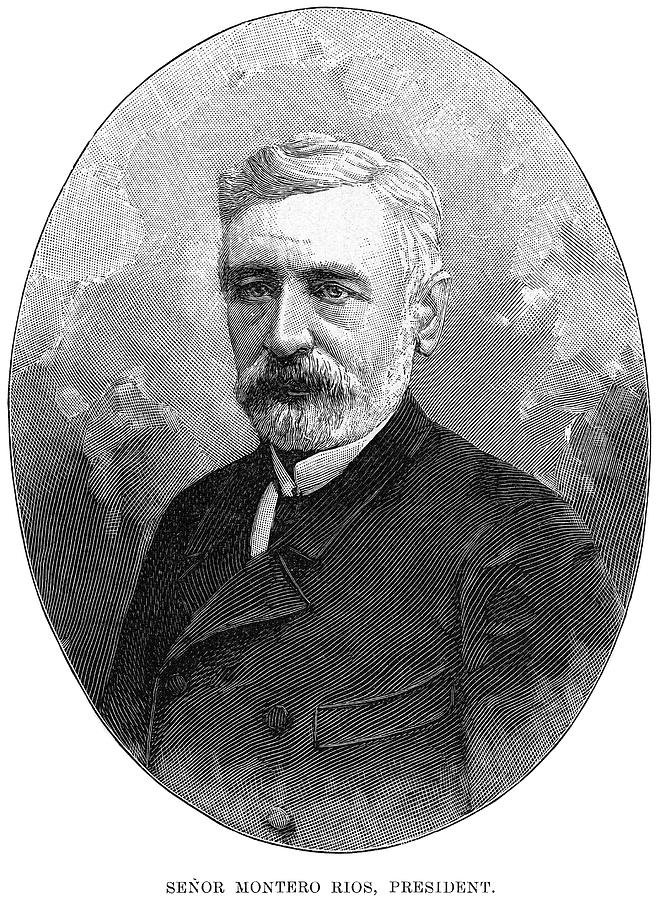
Eugenio Montero Ríos, rédacateur avec Manuel Alonso Martínez de la «ley de garantías» (loi sur les garanties), le nouveau programme du Parti libéral approuvé en 1885.

Les élections générales de 1884 furent cruciales, étant donné que les libéraux de Sagasta obtinrent plus de quarante députés et Izquierda Dinástica douze de moins. « Le désastre électoral précipita le dénouement. L’une après l’autre, les factions d’Izquierda s’inclinèrent devant le leadership de Sagasta ». En juin 1885, un an et demi après la fin de son très bref gouvernement — il avait duré 90 jours —, la plus grande partie de la Gauche dynastique intégra le Parti libéral de Sagasta, grâce à l’approbation d’une dénommée « ley de garantías » (« loi sur les garanties ») élaborée par Manuel Alonso Martínez et Eugenio Montero Ríos. Cette « loi » était le nouveau programme du Parti libéral, qui incluait la protection pour les droits et libertés reconnus dans la Constitution, l’extension du suffrage à toute la population masculine et l’adoption des jurys. D’un point de vue politique, le point le plus important de ce programme était la renonciation au principe de la souveraineté nationale, que les anciens « révolutionnaires de 1868 » avaient toujours défendu, et dans l'acceptation de la souveraineté partagée entre les Cortès et le roi, principe doctrinaire sur lequel reposait le régime politique de la Restauration. Une minorité de la Gauche dynastique menée par le général López Domínguez n’intégra pas le parti de Sagasta car les propositions de la « ley de garantías » ne furent pas incluses dans la Constitution,. Quoi qu’il en soit, « le Parti libéral uni se trouvait de nouveau en conditions d’exiger le pouvoir ».
Comme le note José Ramón Milán García, « les libéraux remplirent pour le roi la mission spéciale de démanteler peu à peu la menace révolutionnaire du républicanisme en attirant avec leurs réformes différentes fractions et partis de ce camp, en rendant impossible une coalition révolutionnaire d'une large portée. […] Cependant […] cet accommodement à une mécanique politique favorable à leurs besoins partisans eut pour effet pervers de diminuer peu à peu leur audace et leur volonté de réformer sincèrement un système fondé sur l'interprétation discriminatoire et frauduleuse des lois, ce qui contribua à un discrédit progressif de lui-même et simultanément de sa classe politique […] ».
En janvier 1884, Cánovas del Castillo — qui ne put faire en sorte que la présidence soit confiée à Romero Robledo ou un autre dirigeant conservateur  en raison de l'opposition de son parti et du monarque lui-même, ce qui lui aurait permis de se retirer temporairement de la politique — forma un gouvernement.

## Composition
| Composición del Gobierno                                                                  |                                       |
| Portefeuille                                                                              | Titulaire                             |
| Président                                                                                 | José Posada Herrera                   |
| État                                                                                      | Servando Ruiz Gómez                   |
| Grâce et Justice                                                                          | Aureliano Linares Rivas               |
| Guerre                                                                                    | José López Domínguez                  |
| Finances                                                                                  | José Gallostra y Frau                 |
| Gouvernement de la Péninsule (Gobernación de la Península)                                | Segismundo Moret                      |
| Marine, Commerce et Gouvernement d’Outre-mer (Marina, Comercio y Gobernación de Ultramar) | Carlos Valcárcel Usell de Gimbarda    |
| Outre-mer (es)                                                                            | Estanislao Suárez Inclán              |
| Travaux Publics (Fomento)                                                                 | Ángel Carvajal y Fernández de Córdoba |